# Giải thưởng Hội Điện ảnh Việt Nam 1994
Giải thưởng Hội Điện ảnh Việt Nam 1994 được tổ chức vào năm 1995 là lần thứ 2 Giải thưởng Hội Điện ảnh Việt Nam được trao thưởng độc lập sau khi tách khỏi Liên hoan phim Việt Nam.

## Tổng quan
Giải thưởng điện ảnh lần 2 của Hội Điện ảnh Việt Nam giành cho các tác phẩm và công trình nghiên cứu xuất sắc trong lĩnh vực điện ảnh. Có tất cả 16 giải thưởng được trao ở các hạng mục phim truyện nhựa, phim truyện video, phim tài liệu, phim hoạt hình và 2 giải khuyến khích trao cho các tập sách. Trong đó có 2 giải A cho phim tài liệu, 13 giải B và 1 giải cho phim truyện nhựa đầu tay. Cả 2 thể loại phim truyện và phim tài liệu đều không có giải A.

## Giải thưởng

### Phim truyện video
| Giải thưởng | Phim               | Năm             | Đạo diễn        | Biên kịch       | Sản xuất        | Nguồn       |
| ----------- | ------------------ | --------------- | --------------- | --------------- | --------------- | ----------- |
| Giải A      | Không trao giải    | Không trao giải | Không trao giải | Không trao giải | Không trao giải | [ 3 ]       |
| Giải B      | Cánh chim mặt trời | 1995            | Vinh Hương      |                 | HPT             | [ 4 ]       |
| Giải B      | Mẹ chồng tôi       | 1994            | NSND Khải Hưng  | Quang Huy       | ĐTHVN           | [ 5 ] [ 6 ] |

### Phim truyện nhựa
| Giải thưởng               | Phim                 | Năm             | Đạo diễn                           | Biên kịch               | Sản xuất        | Nguồn         |
| ------------------------- | -------------------- | --------------- | ---------------------------------- | ----------------------- | --------------- | ------------- |
| Giải A                    | Không trao giải      | Không trao giải | Không trao giải                    | Không trao giải         | Không trao giải | [ 3 ]         |
| Giải B                    | Giọt lệ Hạ Long      | 1994            | NSND Trần Vũ, NSND Nguyễn Hữu Phần | Vương Đan Hoàn, Lê Quốc | HPTN            | [ 7 ] [ 5 ]   |
| Giải B                    | Khách ở quê ra       | 1994            | Đức Hoàn                           | Đức Hoàn                | HP1             | [ 8 ] [ 5 ]   |
| Giải B                    | Mảnh đất tình đời    | 1994            | Nguyễn Vinh Sơn                    | Phạm Thùy Nhân          | HPGP            | [ 9 ] [ 5 ]   |
| Giải B                    | Người đi tìm dĩ vãng | 1994            | NSND Trần Phương, NSƯT Tất Bình    | Chu Lai                 | HP1             | [ 10 ] [ 5 ]  |
| Giải B                    | Trở về               | 1993            | NSND Đặng Nhật Minh                | NSND Đặng Nhật Minh     | HPVN            | [ 11 ] [ 12 ] |
| Giải cho tác phẩm đầu tay | Nhịp đập trái tim    | 1995            | NSƯT Lê Cung Bắc                   | Phạm Thùy Nhân          | HPGP            | [ 13 ] [ 5 ]  |

### Phim tài liệu
| Giải   | Phim                      | Năm  | Đạo diễn                        | Biên kịch      | Lời bình         | Quay phim                               | Sản xuất          | Nguồn         |
| ------ | ------------------------- | ---- | ------------------------------- | -------------- | ---------------- | --------------------------------------- | ----------------- | ------------- |
| Giải A | Đường mòn trên biển Đông  | 1995 | - NSND Lê Thi - Phạm Huyên      | Nguyên Ngọc    | Trần Thanh Hiệp  | - NSND Lưu Văn Quỳ - NSƯT Phạm Thanh Hà | - XPQĐND - & XPNK | [ 14 ] [ 15 ] |
| Giải A | Giữa ngàn thác lũ (video) | 1994 | - Nguyễn Hoàng - Lý Quang Trung | Lê Văn Duy     | Minh Dân         | Đào Anh Dũng                            | TFS               | [ 16 ] [ 17 ] |
| Giải B | Có một làng quê           | 1994 | NSND Trần Văn Thủy              |                |                  |                                         | HPTN              | [ 16 ] [ 18 ] |
| Giải B | Một cõi tâm linh          | 1993 | NSND Trần Văn Thủy              |                |                  |                                         | HPTN              | [ 19 ] [ 20 ] |
| Giải B | Hồi ức Điện Biên          | 1994 | NSƯT Lò Minh                    |                |                  | NSƯT Lò Minh                            | TLKHTW            | [ 21 ] [ 22 ] |
| Giải B | Khan Giarai               | 1994 | Văn Lê                          | Văn Lê         |                  | - Lê Công Thành - Võ Minh Tâm           | HPGP              | [ 23 ] [ 24 ] |
| Giải B | Nhà dài của mẹ (video)    | 1994 | Nguyễn Ngọc Hiến                | Nguyễn Thị Hòa | Nguyễn Ngọc Hiến | Minh Phương Nguyễn Xuân                 | HPHĐC             | [ 23 ] [ 25 ] |

### Phim hoạt hình
| Giải thưởng | Phim            | Năm             | Đạo diễn          | Biên kịch       | Quay phim       | Họa sĩ          | Sản xuất                     | Nguồn                |
| ----------- | --------------- | --------------- | ----------------- | --------------- | --------------- | --------------- | ---------------------------- | -------------------- |
| Giải A      | Không trao giải | Không trao giải | Không trao giải   | Không trao giải | Không trao giải | Không trao giải | Không trao giải              | [ 3 ]                |
| Giải B      | Trê Cóc         | 1994            | NSND Ngô Mạnh Lân | Hữu Đức         | Viết Tuế        | Nguyễn Bích     | Hãng phim Hoạt hình Việt Nam | [ 26 ] [ 27 ] [ 28 ] |

### Tập sách
| Giải thưởng       | Tác phẩm                            | Năm  | Tác giả                                      | Nguồn |
| ----------------- | ----------------------------------- | ---- | -------------------------------------------- | ----- |
| Giải khuyến khích | Diễn viên Điện ảnh Việt Nam         | 1994 | Viện Nghệ thuật và lưu trữ điện ảnh Việt Nam | [ 3 ] |
| Giải khuyến khích | Điện ảnh và bản sắc văn hóa dân tộc | 1994 | Viện Nghệ thuật và lưu trữ điện ảnh Việt Nam | [ 3 ] |